# Pedro de Deza
Pedro de Deza (1520. – 1600.) bio je španjolski biskup i kardinal.
Dana 20. travnja 1587. ostavio je kardinalski naslov crkve svete Priske te je optirao za naslov hrvatske crkve svetog Jeronima u Rimu. Naslov je držao do 18. kolovoza 1597., kada je optirao za naslov crkve San Lorenzo in Lucina.

### Članci
- Bogdan, Jure. 2005. Hrvatska crkva svetog Jeronima u Rimu i njezini kardinali naslovnici. Crkva u svijetu. Sveučilište u Splitu - Katolički bogoslovni fakultet. Split. 40 (2): 187–205